# Nentsien
Nentsien (ryska: Ненеция; nentsiska: Ненёцие) är ett autonomt okrug i norra Ryssland med en yta på 176 700 km² och lite mer än 40 000 invånare. Huvudort är Narjan-Mar. Den är en del av Archangelsk oblast.
66,1% av invånarna i Nentsien är ryssar, 18,6% nentser. Endast c:a en sjättedel av nentserna bor i Nentsien.
Cirka 27 000 personer talar nentsiska, vilket är ungefär 70% av nentserna.